# Staatsbürger in Uniform
Der Staatsbürger in Uniform (umgangssprachlich Bürger in Uniform) ist das Leitbild der Inneren Führung der Bundeswehr. Es gestattet Soldaten unter anderem politische Beteiligung und fordert zu ethischer und politischer Bildung auf. Das Element des Staatsbürgers in Uniform ist der zentrale Aspekt zur Ausgestaltung des Selbstverständnis eines Soldaten. Es ist seit der Gründung der Bundeswehr gültig.

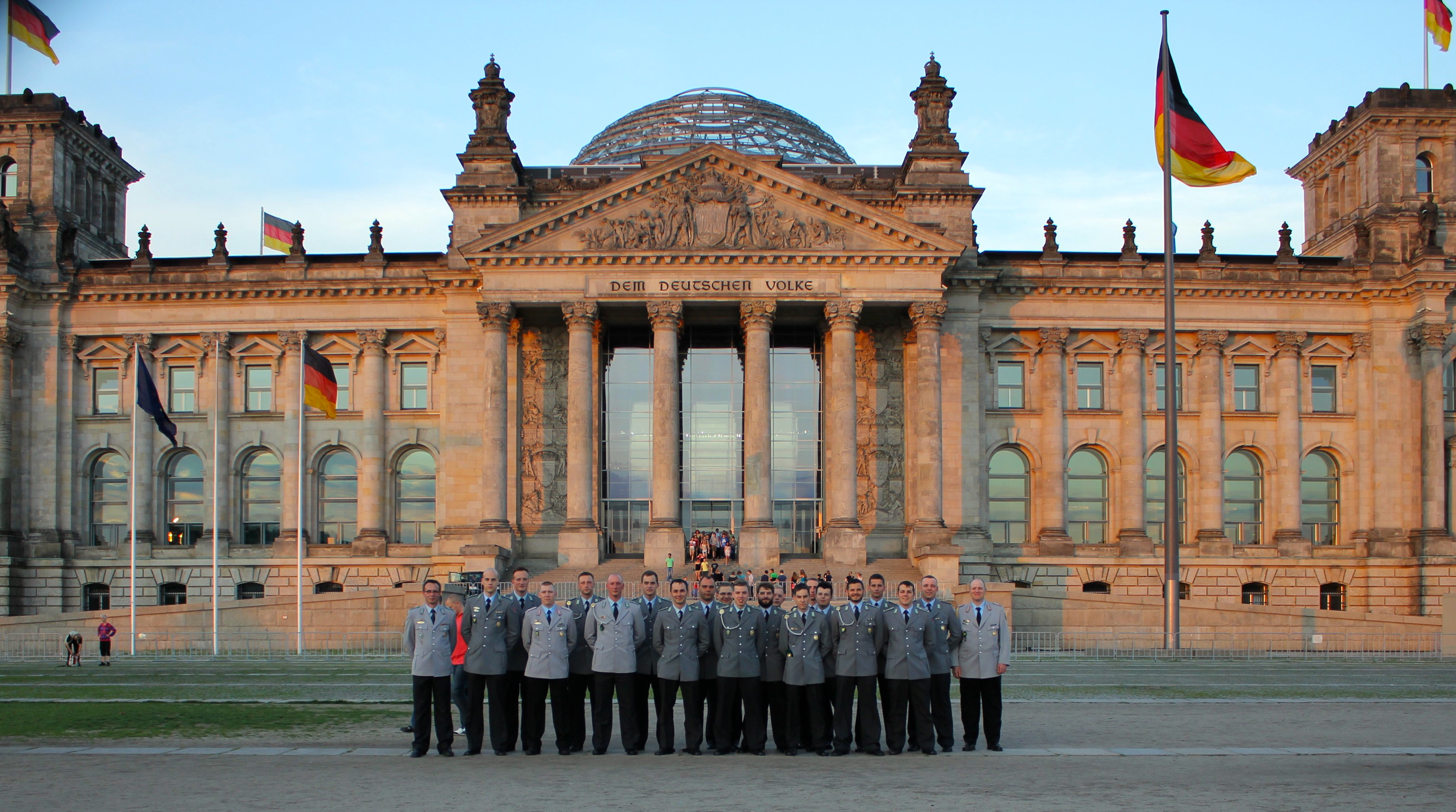
Soldaten der Bundeswehr vor dem Deutschen Bundestag

## Begriff
Der Begriff wurde 1952 vom damaligen wehrpolitischen Berater der SPD Friedrich Beermann geprägt und in der Folge vom Amt Blank, das die Wiederbewaffnung vorbereitete, übernommen.
Untrennbar mit dem Leitbild der Bundeswehr und deren innerem Gefüge verbunden sind Johann Adolf Graf von Kielmansegg, Ulrich de Maizière und Wolf von Baudissin als geistige Väter der Reformkonzeption der Inneren Führung.

## Bedeutung
Das Prinzip des uniformierten Staatsbürgers fordert den Soldaten dazu auf, sich politisch zu beteiligen und gebotene Verantwortung zu übernehmen. Sie dürfen Politiker werden oder politisch aktiv sein, dabei allerdings keine Uniform tragen.

### Bedeutung
Laut dem Bundesministerium der Verteidigung sind Soldaten aufgefordert, sich politisch und historisch zu bilden. Zur Gewissensbildung ist dies dringend notwendig. Die Schulung der ethischen Grundlagen verleihen dem Soldaten, nicht nur im Einsatz, den gebotenen Handlungsrahmen. Die Innere Führung antizipiert das Reflektieren über die Rolle des Soldaten. Höchstes Gut sind Menschenwürde, Recht und Freiheit. Soldaten sollen in die politischen Entscheidungsprozesse, welche über ihr Leben entscheiden, miteinbezogen werden.

### Einschränkungen
Nach Paragraph 15 des Soldatengesetz darf die Kameradschaft nicht durch zu kämpferische oder verächtliche Äußerungen gefährdet werden. Anderslautende Meinungen und Anschauungen sollen respektiert werden. Werbung für politische Parteien oder politische Inhalte ist, mit Ausnahme für den Bundeswehrverband, innerhalb militärischer Liegenschaften verboten. Des Weiteren ist es verboten, Uniform auf politischen Veranstaltungen zu tragen. Es sei denn, diese wird dienstlich befohlen.
Im Einsatz sind Soldaten grundsätzlich immer im Dienst. Daher ist politische Betätigung in dieser Zeit nicht gestattet.

## Geschichte
Bereits 1780 forderte der französische Offizier Joseph Servan den „soldat citoyen“, den „Bürgersoldaten“.
Die rechtlichen Stellung der Soldaten in Deutschland beruht auf diesem Leitbild und wurde 1956 u. a. durch das Soldatengesetz verpflichtend. Die Erfahrungen der Befreiungskriege hatten gezeigt, dass Bürger bezahlten Söldnern als Krieger überlegen waren. Bürger kämpfen für Ziele, Söldner für den Sold. Des Weiteren haben die Erfahrungen mit der Wehrmacht gezeigt, dass man als Soldaten nicht den blinden Befehlsempfänger, sondern einen aus Einsicht und Überzeugung handelnden Menschen wollte.
„Der Staatsbürger ist also der übergeordnete Begriff über Nicht-Soldat und Soldat; vielleicht können wir sagen: Soldat und Nicht-Soldat sind zwei verschiedene Aggregatzustände desselben Staatsbürgers.“
Um dies zu erreichen, gewährte man den Soldaten das aktive und passive Wahlrecht und praktisch auch eine gewisse Koalitionsfreiheit (siehe dazu: Deutscher Bundeswehrverband); jedoch schließt das Prinzip von Befehl und Gehorsam ein Streikrecht aus, und das Vorbringen von Bitten, Beschwerden und Petitionen in Gemeinschaft mit anderen ist verboten. Die Einschränkung der Grundrechte des Soldaten wurde auf das militärisch absolut notwendige Minimum reduziert. Zusätzlich wurde die Pflicht zum Gehorsam auf rechtmäßige militärische Befehle eingeschränkt.
Die Innere Führung und damit das Leitbild des Staatsbürgers in Uniform gilt für Wehrpflichtige genauso wie für Soldaten auf Zeit und Berufssoldaten. Die Innere Führung bildet mit dem Staatsbürger in Uniform einen wesentlichen Baustein in der Führungskräfteausbildung der Bundeswehr. Sowohl für Offiziere als auch für Unteroffiziere ist die Innere Führung stets Gegenstand laufender Aus- und Weiterbildung. Dabei kommt der Inneren Führung im Spektrum der Ausbildung eine zweifache Rolle zu: Sie ist eigenes Unterrichtsfach und gleichzeitig Anhalt, wie die Ausbildung zu gestalten ist.
Seit Anfang der 1990er Jahre haben sich die Rahmenbedingungen militärischen Dienens durch multinationale Auslandsmissionen und zahlreiche Reformen und Umstrukturierungen grundlegend gewandelt. Die Stimmen, die die Figur des Staatsbürgers in Uniform daher als zeitgemäßes Leitbild anzweifeln, haben sich insbesondere seit den Kämpfen deutscher Soldaten im Afghanistan-Einsatz gemehrt.

## Veranstaltungen zur Politischen Bildung in der Truppe
Bei der Vermittlung des Bildes des Staatsbürgers in Uniform in der Truppe spielen die Veranstaltungen der politischen Bildung eine große Rolle. Aufgrund ihrer  geschichtlichen Vielfalt und historischen Bedeutung werden Bildungsfahrten zur politischen Bildung in die Bundeshauptstadt Berlin in der Truppe angeboten, aber auch zu anderen Destinationen, wie etwa ehemallige Konzentrationslager. Bei diesen Veranstaltungen sollen die Soldaten ein vertieftes Verständnis für das Bild des Staatssbürgers in Uniform und ihre Rolle darin vermittelt bekommen. Jedes Jahr werden Themen vorgegeben, die behandelt werden sollen, etwa im Jahr 2024 der Themenkomplex "75 Jahre Grundgesetz". Das Zentrum Innere Führung der Bundeswehr hat ein breites Angebot zu staatsbürgerlichen Themen und bildet dort insbesondere Multiplikatoren aus, die die Konzepte dann in den eigenen Einheiten und Dienststellen weitertragen.